# Julije Knifer
Julije Knifer (Osijek, 23. travnja 1924. – Pariz, 7. prosinca 2004.), bio je hrvatski slikar.
Jedan od najznačajnijih hrvatskih umjetnika 20.stoljeća. Knifer je studirao slikarstvo početkom pedesetih na zagrebačkoj Akademiji likovnih umjetnosti, da bi krajem pedesetih bio jedan od osnivača i istaknuti član grupe Gorgona koja je u Zagrebu djelovala od 1959. do 1966. kao važniji segment novije hrvatske umjetnosti. Godine 1961. sudjeluje na prvoj izložbi 'Novih tendencija' u Zagrebu kao pripadnik toga pokreta, a 1973. godina sudjeluje na bijenalu u São Paulu, te 1976. na Venecijanskom bijenalu zajedno s kiparom Ivanom Kožarićem.
Osnovni i prepoznatljiv motiv Kniferove umjetnosti je od šezdesetih prošlog stoljeća meandar, izveden u bezbroj varijanti i u različitim tehnikama- od olovke do ulja na platnu, kolaža i murala. Kniferov meandarski oblik reduciran je na jednoličan ritam kontinuirane forme i kontrast crnog i bijelog, da bi kasnije u njega uključio i boju.
Godine 2001. Knifer je u izboru selektora Zvonka Makovića predstavljao Hrvatsku na Venecijanskom bijenalu, iste godine proglašen je počasnim građaninom Osijeka, a godinu dana kasnije dobio je, opet iz pera Makovića koji je umjetnikov rad pratio od ranih 1970-ih godina prošlog stoljeća, prvu opsežnu i sveobuhvatnu monografiju, nakon što je već bio predstavljen francuskoj publici.

## Vanjske poveznice
- LZMK / Hrvatski biografski leksikon: KNIFER, Julije (Kniffer) (autorica: Višnja Flego, 2009.)
- essekeri.hr – Julije Knifer  Arhivirana inačica izvorne stranice od 13. siječnja 2016. (Wayback Machine) (životopis)
- Slobodna Dalmacija.hr – Julije Knifer konačno i u Splitu[neaktivna poveznica]
- Julije Knifer, The Art Collection of Erste Group  Arhivirana inačica izvorne stranice od 23. siječnja 2010. (Wayback Machine)
- Ivica Župan: Meandriranje života, Portal Zarez  Arhivirana inačica izvorne stranice od 4. travnja 2011. (Wayback Machine)